# 닌빈성
닌빈성(베트남어: Tỉnh Ninh Bình / 省寧平)은 베트남 하노이에서 남쪽으로 93 km 떨어진 곳이며, 1번 국도 상에 자리 잡고 있어 두시간 정도 시간이 걸린다. 고대 베트남의 유적이 많다. 자연경관이 뛰어나 '육지의 하롱베이'라고도 불리는 땀꼭은 논과 강을 배경으로 겹겹이 펼쳐진 석회암 카르스트 지형이 매력적인 곳으로, 유명한 관광지이다. :514

## 어원
닌빈이라는 말은 한월어 영평(寧平)에서 유래되었다.

## 지리
닌빈은 북쪽 델타의 남쪽에 위치하며, 홍강과 마강의 사이에 있다. 북동쪽으로 호아빈성과 남딘성과 경계를 접하며, 서쪽으로는 타인호아성이 있다.

## 민족
킨족을 비롯하여, 다오족, 호아족, 몽족, 므엉족, 눙족, 따이 족, 타이족 등 23개 소수민족이 있다. 그 중에 킨족이 98%를 차지한다.

## 행정 구역
성도는 2개의 시와 6개의 현을 가진다.

### 시
- 호알르시 (Thành phố Hoa Lư/ 華閭市)
- 땀디엡시 (Thị xã Tam Điệp / 三疊市)
- 푸리시 (Thành Phố Phủ Lý/ 府里市)

### 시사
- 주이띠엔 시사 (Duy Tiên/ 維先市社)
- 낌방 시사 (Kim Bảng/ 金榜市社)

### 현
- 빈룩현 (Bình Lục/ 平陸縣)
- 낌방현 (Kim Bảng/ 金榜縣)
- 리년현 (Lý Nhân/ 里仁縣)
- 타인리엠현 (Thanh Liêm/ 淸廉縣)
- 자비엔현 (Gia Viễn/ 嘉遠縣)
- 낌선현 (Kim Sơn/ 金山縣)
- 뇨꽌현 (Nho Quan/ 儒關縣)
- 옌카인현 (Yên Khánh/ 安慶縣)
- 옌모현 (Yên Mô/ 安謨縣)

## 유네스코 세계자연유산
닌빈성에 위치해 있는 짱안은 베트남 북부 최대 자연습지와 석회동굴 등이 있으며 유네스코 세계자연유산 짱안 풍경구로 등재되어 있다.

## 관광
호알르 지역은 아름다운 농촌 풍경과 비경으로 널리 알려져 있다. 오래된 도시 닌빈은 베트남에서도 유명한 역사 유적지이다. 닌빈은 하노이에서 1일 투어로 방문하는 게 가장 대중적이다. 버스는 오픈 투어 버스보다는 일반버스가 발달해 있다. :515 도시는 작고 큰 볼거리가 없지만 하노이에서 하루 일정으로 땀꼭만 보고 돌아가기 아쉽다면 닌빈에서 하루 묵으면서 오래된 사찰·대성당·국립공원 등의 근교 볼거리를 돌아보는 것도 좋다. :514
- 땀꼭-빅동
- 꾹프엉 원시자연림과 고대 유적 동굴 (노꽌)
- 딕롱 동굴과 탑(자탄 - 자비엔)

꾹프엉 국립공원은 생태 관광으로 이름이 높으며, 반롱 습지도 꼭 볼 만하다. (자비엔)
역사 유적지로는 빅동 탑과 동굴이 있으며, 깐린 탑, 반롱 탑, 딘과 레 사원, 호아루 고대 수도 유적지, 호아루 성채(낫투 탑), 팟디엠 돌 교회가 있다.

## 축제
- 탓비 축제 (닌하이 - 호아루)
- 쩡옌 축제
- 옌꾸 축제
- 논케 축제

## 수공예품
호아루에서 수를 놓은 수공예품과 낌선의 갈대로 만든 수공예품이 유명하다.

## 교통
닌빈은 하노이에서 91km 떨어져 있으며, 철도와 도로 모두 연결된다. 철도 남북선이 닌빈성을 지나므로, 하노이와 북쪽으로 연결되며, 타인호아와 빈은 남쪽으로 연결된다. 하노이 남버스 정류장에서 출발하는 버스는 닌빈에서 정차를 한다. 버스 도로와 철로는 평행으로 위치하고 있다.

## 갤러리

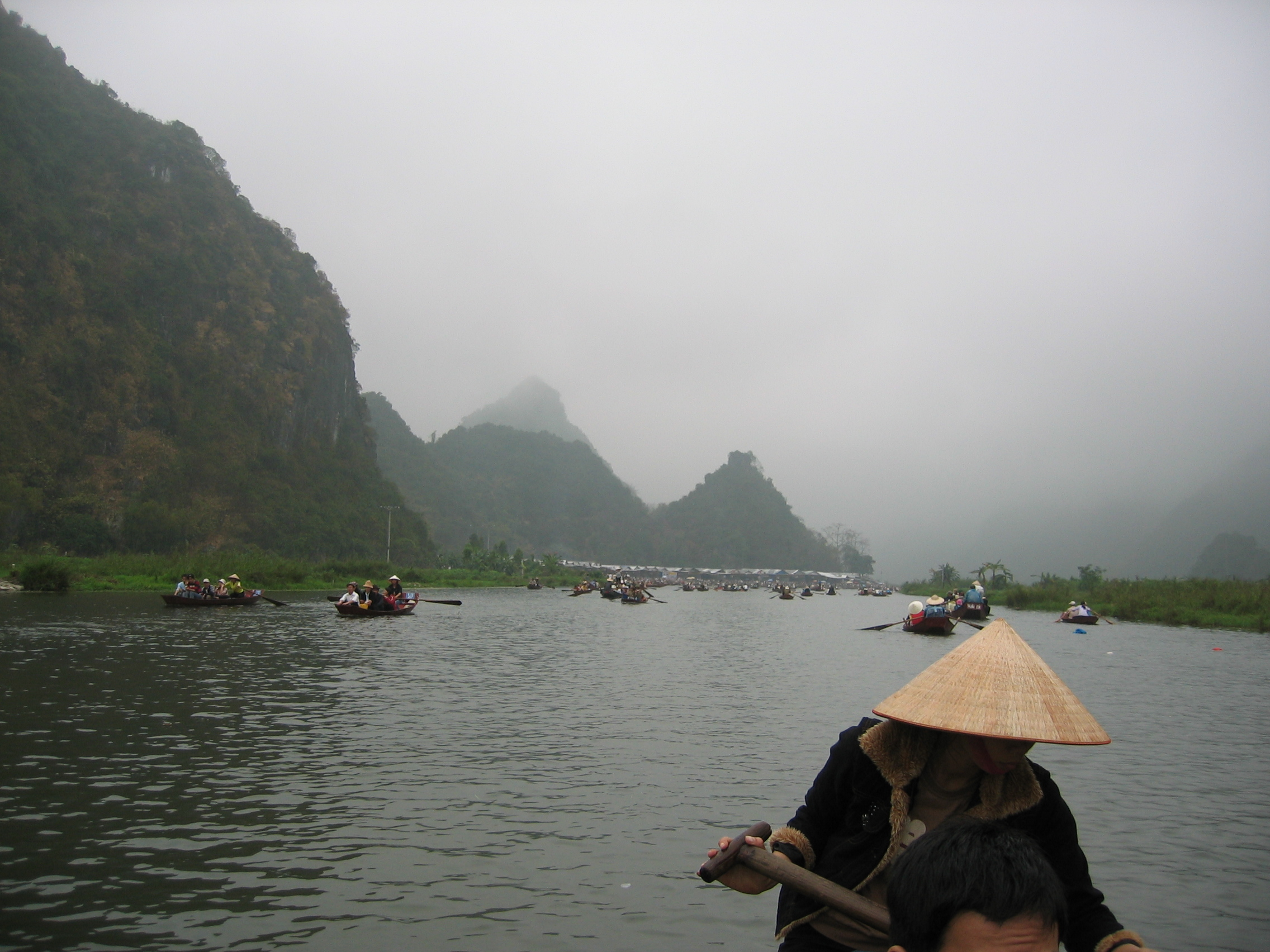
땀꼭
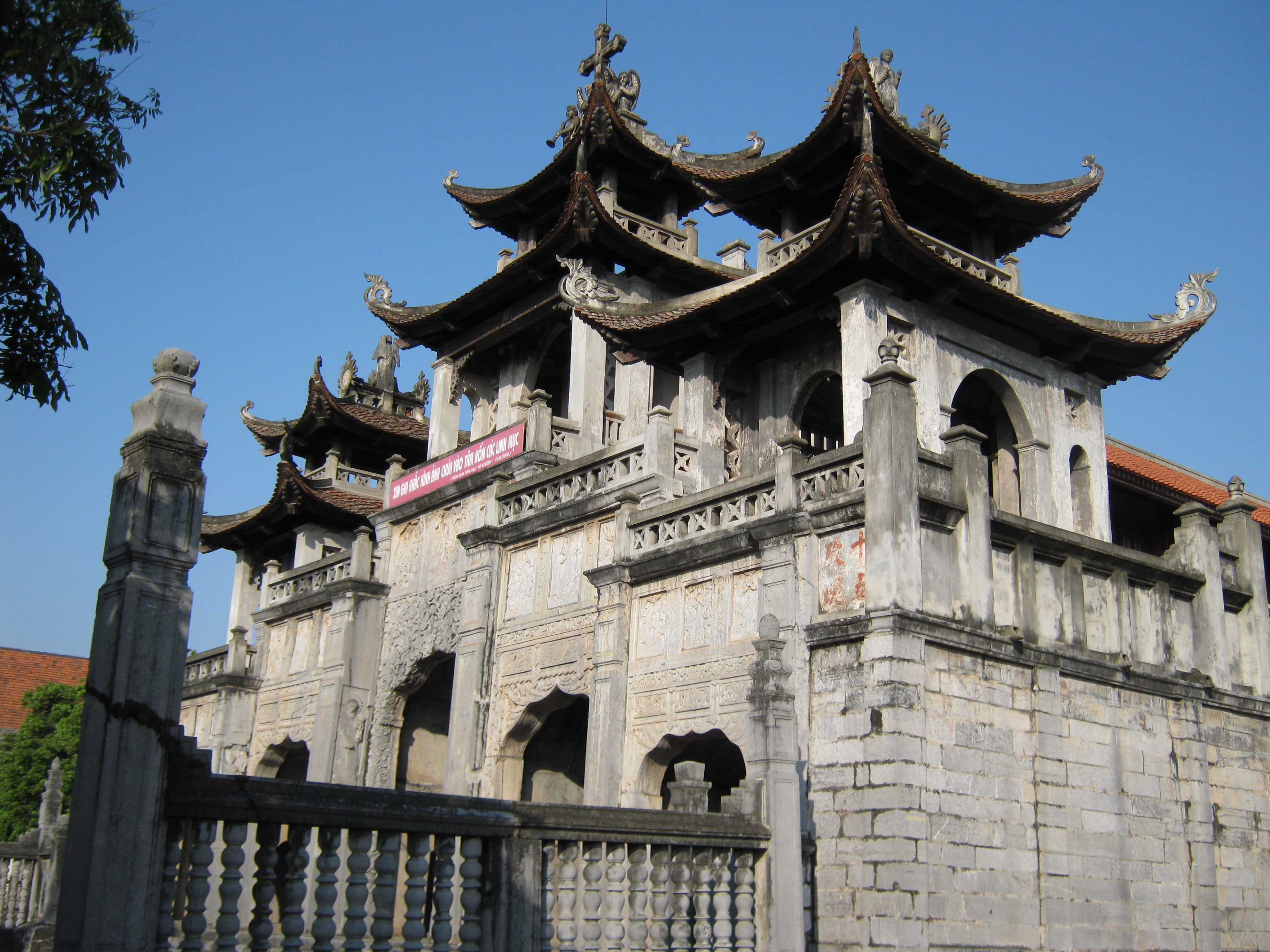
팟지엠
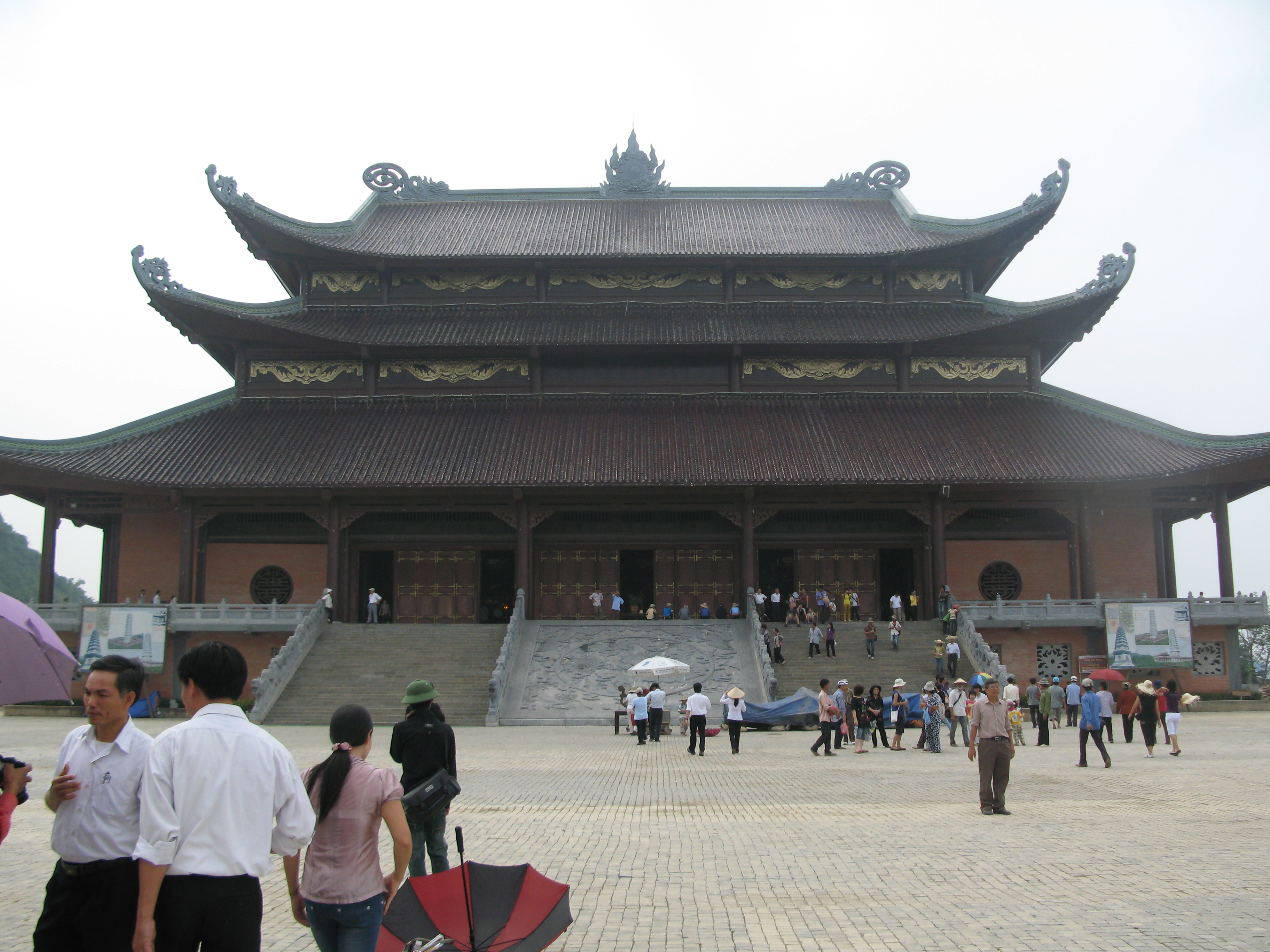
바이딘사Bái Đính (拜頂寺)
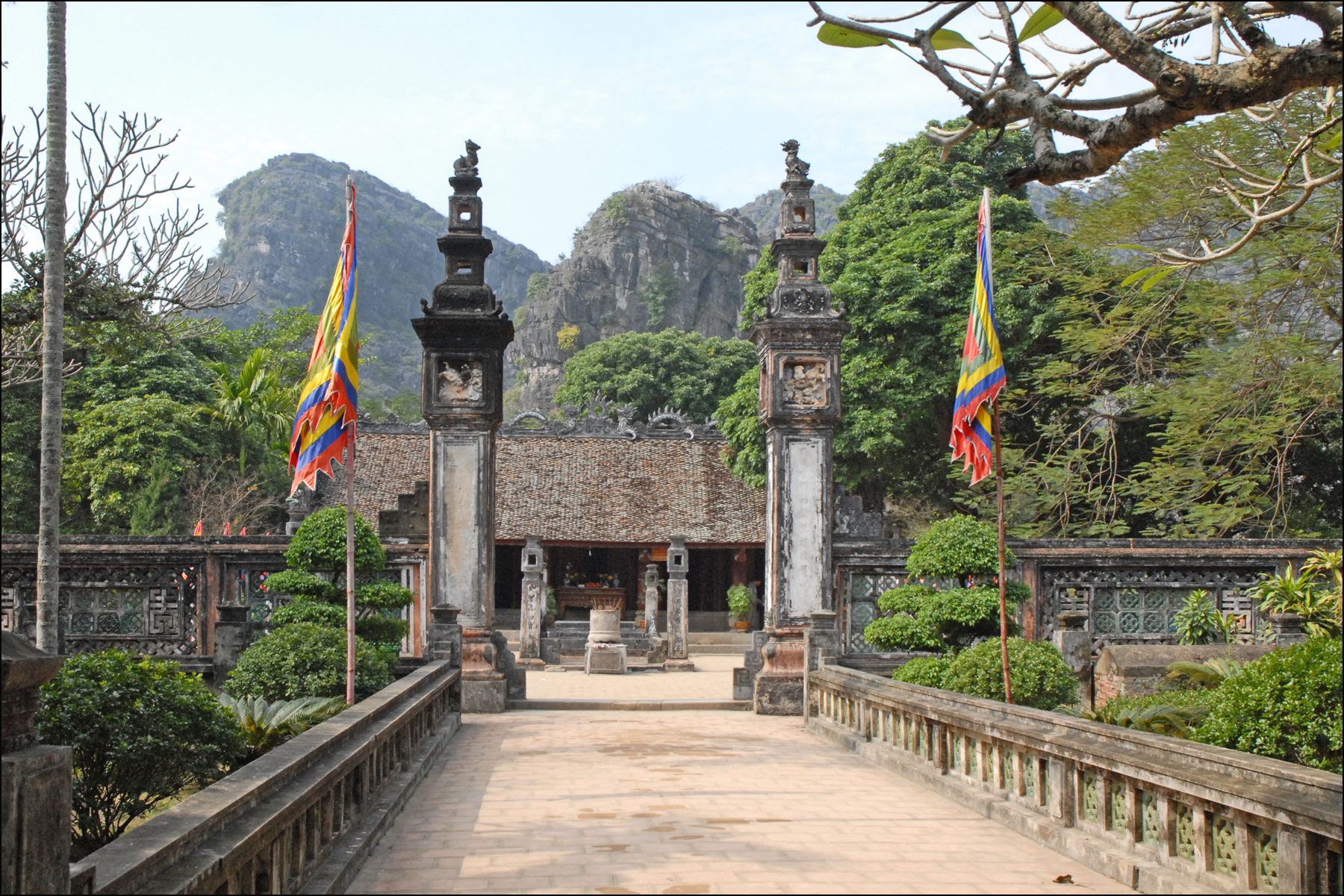
호알르
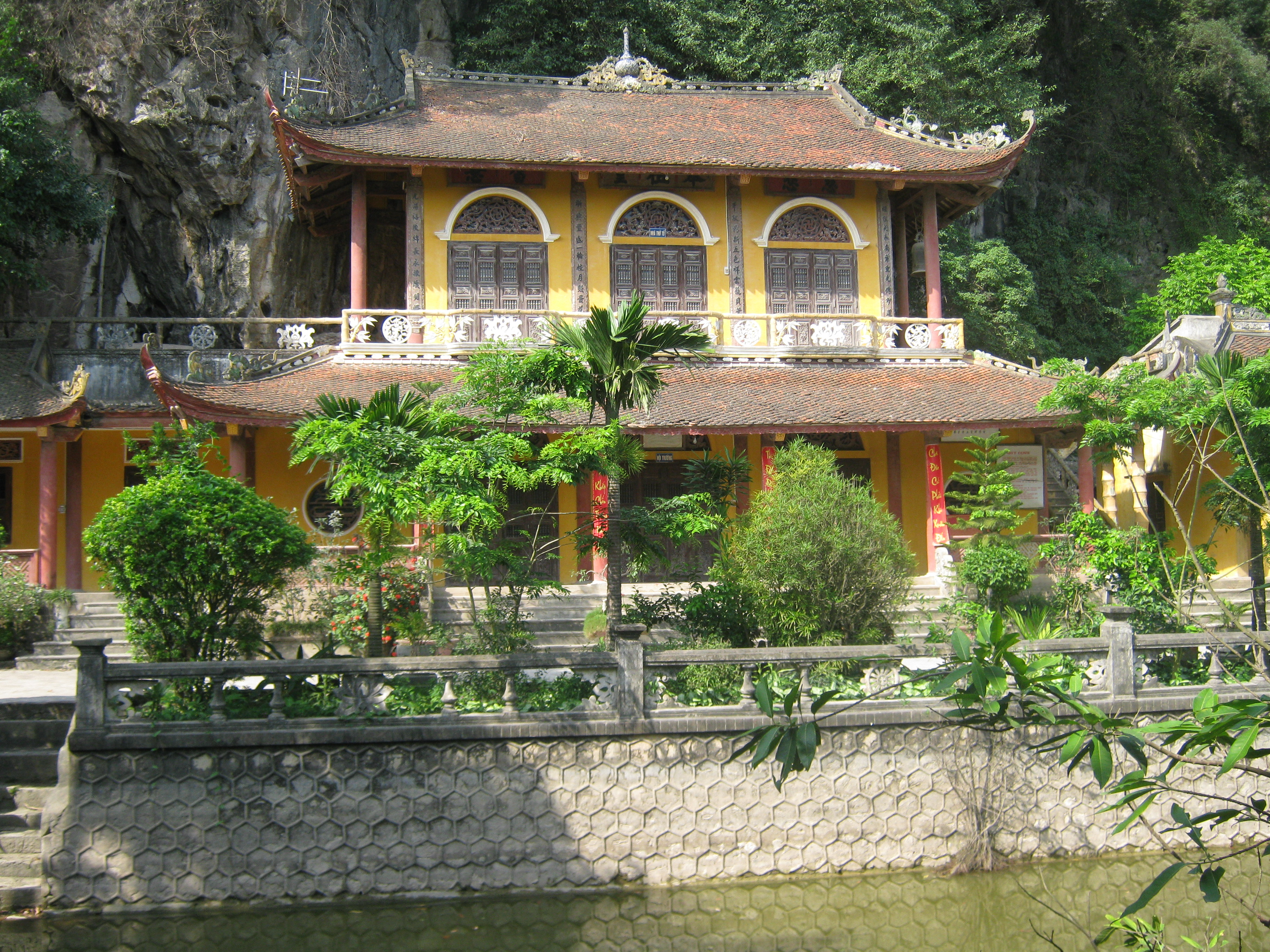
딘롱
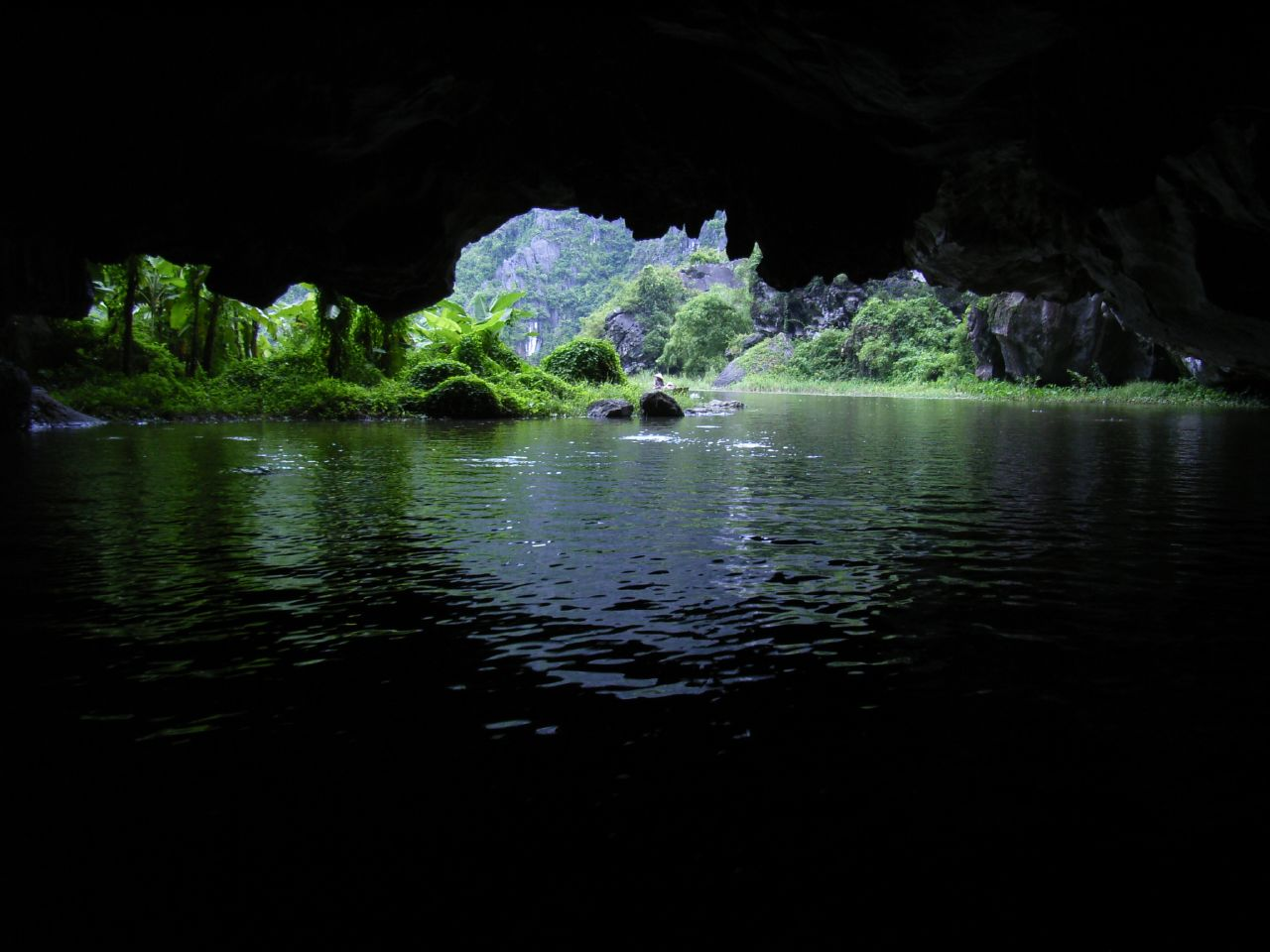
땀꼭 - 빅동

## 참고
- (구글지도-지역명칭)https://www.google.com/maps/place/%EB%B2%A0%ED%8A%B8%EB%82%A8+%EB%8B%8C%EB%B9%88/@20.1871146,105.5749578,10z/data=!3m1!4b1!4m5!3m4!1s0x313670ab6f10c8c1:0x6de5534e3c130c2d!8m2!3d20.2129969!4d105.92299?hl=ko